# Biswajit Chatterjee
 (septembre 2023).
La mise en forme du texte ne suit pas les recommandations de Wikipédia : il faut le « wikifier ».
Les points d'amélioration suivants sont les cas les plus fréquents. Le détail des points à revoir est peut-être précisé sur la page de discussion.
- Les titres sont pré-formatés par le logiciel. Ils ne sont ni en capitales, ni en gras.
- Le texte ne doit pas être écrit en capitales (les noms de famille non plus), ni en gras, ni en italique, ni en « petit »…
- Le gras n'est utilisé que pour surligner le titre de l'article dans l'introduction, une seule fois.
- L'italique est rarement utilisé : mots en langue étrangère, titres d'œuvres, noms de bateaux, etc.
- Les citations ne sont pas en italique mais en corps de texte normal. Elles sont entourées par des guillemets français : « et ».
- Les listes à puces sont à éviter, des paragraphes rédigés étant largement préférés. Les tableaux sont à réserver à la présentation de données structurées (résultats, etc.).
- Les appels de note de bas de page (petits chiffres en exposant, introduits par l'outil «  Source ») sont à placer entre la fin de phrase et le point final[comme ça].
- Les liens internes (vers d'autres articles de Wikipédia) sont à choisir avec parcimonie. Créez des liens vers des articles approfondissant le sujet. Les termes génériques sans rapport avec le sujet sont à éviter, ainsi que les répétitions de liens vers un même terme.
- Les liens externes sont à placer uniquement dans une section « Liens externes », à la fin de l'article. Ces liens sont à choisir avec parcimonie suivant les règles définies. Si un lien sert de source à l'article, son insertion dans le texte est à faire par les notes de bas de page.
- La présentation des références doit suivre les conventions bibliographiques. Il est recommandé d'utiliser les modèles {{Ouvrage}}, {{Chapitre}}, {{Article}}, {{Lien web}} et/ou {{Bibliographie}}. Le mode d'édition visuel peut mettre en forme automatiquement les références.
- Insérer une infobox (cadre d'informations à droite) n'est pas obligatoire pour parachever la mise en page.

Pour une aide détaillée, merci de consulter Aide:Wikification.
Si vous pensez que ces points ont été résolus, vous pouvez retirer ce bandeau et améliorer la mise en forme d'un autre article.
Biswajit Chatterjee (né le 14 décembre 1936), connu sous le nom de Biswajit, est un acteur, producteur, réalisateur, chanteur et homme politique indien connu pour son travail dans le cinéma bengali et le cinéma hindi,.

## Début de carrière
Il fait ses débuts dans les films bengali avec l'icône légendaire Mahanayak Uttam Kumar dans Mayamrigo (1960) et Dui Bhai (1961), les deux films ont fait un carton. Puis Biswajit a déménagé à Bombay. En 1962, il joue dans le film Bees Saal Baad qui fut d'abord proposé à Uttam Kumar mais qu'il refusa, puis suivi par Kohraa, Bin Badal Barsat, Majboor, Kaise Kahoon et Paisa Ya Pyaar.
Sa filmographie comprend Mere Sanam (1965), Shehnai, Aasra (1964), Night in London, Yeh Raat Phir Naa Aaygi (1966), April Fool (1964), Kismat (1968), Do Kaliyan (1968), Ishq Par Zor Nahin. et Sharaarat (1972). Il était généralement associé à des actrices notables telles que Asha Parekh, Waheeda Rehman, Mumtaz, Mala Sinha et Rajshree.
Biswajit est apparu dans le premier film de Rekha, Anjana Safar (1969) (rebaptisé plus tard Do Shikaari). Le film, bien que censuré et seulement disponible 10 ans plus tard, fit scandale. En effet, une scène du film le montrant en train d'embrasser Rekha est apparue dans les pages de l'édition asiatique du magazine Life. Rekha s'était plainte que pendant le tournage d'une des scènes romantiques, Biswajit l'avait embrassée de manière inattendue pendant 5 minutes contre sa volonté, et toute l'équipe avait commencé à acclamer et à siffler Biswajit  alors qu'elle était en larmes.
Entre deux rôles dans des films de Bollywood, Biswajit est retourné à Calcutta pour jouer dans des films bengalis, dont Chowringhee (1968) et Garh Nasimpur avec Uttam Kumar et Kuheli et bien plus tard, Srimaan Prithviraj (1973), Jai Baba Taraknath (1977) et Amar Geeti (1983).
En plus des films, Biswajeet chante et se produit également lors de concerts. Dans les années 1970, il a enregistré un disque bengali modernes Tomar Chokher Kajole et Jay Jay Din, tous deux composés par Salil Choudhury.

## Carrière ultérieure
En 1975, Biswajit produit et réalise son propre film, Kahte Hai Mujhko Raja . Ce film met en vedette Dharmendra, Hema Malini, Shatrughan Sinha et Rekha. Il avait déjà co-réalisé un film avec Rekha du nom de Anjana Safar. RD Burman a composé la musique. Plus tard, Biswajit retourna de l'autre côté de la caméra en tant qu'acteur. Il réalisera un film sur la vie de Netaji Subash Chandra Bose (en hindi, anglais et bengali) et jouera dans un nouveau film hindi sans titre (meurtre mystère) avec sa plus jeune fille, l'actrice Prima Chatterjee. Il a également joué dans une pièce de théâtre en hindi, Ulta Seedha, produite et mise en scène par son épouse Ira Chatterjee. Il joue également avec sa fille Prima.

## Carrière politique
Aux élections générales de 2014, Biswajit s'est présenté depuis New Delhi en tant que candidat au All India Trinamool Congress. Il termine 7ème avec seulement 909 voix,.
En 2019, il rejoint le Bharatiya Janata Party.

## Vie privée
Biswajit a un fils et une fille de son premier mariage, feu Ratna Chatterjee. Son fils Prosenjit et sa fille aînée Pallavi Chatterjee sont également des acteurs de l'industrie cinématographique bengali. Biswajit vit à Mumbai avec sa deuxième épouse, Ira Chatterjee, qui est productrice, metteur en scène, dramaturge et propriétaire du Dream Theatre. Leur fille cadette, Prima Chatterjee, est actrice de cinéma, actrice de théâtre et danseuse.

## Filmographie
(octobre 2023).
- Kangsa (en tant que Seigneur Krishna) (1958)
- Daak Harkaraa (1959)
- Natun Fasal (1960)
- Badhu (en tant que frère cadet de Basanta Chaudhuri) (1962)
- Maya Mriga (1960)
- Kathin Maya (1961)
- Dui Bhai (1961)
- Nav Diganta (1962)
- Sesh Paryanta
- Dhoop Chhaya (1962)
- Dada Thakur (1962)
- Abeilles Saal Baad (1962)
- Bin Badal Barsaat (1963)
- Shehnaï (1964)
- Prabhater a sonné (1964)
- Majboor (1964)
- Kohra (1964)
- Kaise Kahoon (1964)
- Godhuli Belaye (1964)
- Poisson d'avril (1964)
- Simple Sanam (1965)
- Fais Dil (1965)
- Yeh Raat Phir Na Aayegi (1966)
- Sagaaï (1966)
- Biwi Aur Makan (1966)
- Asra (1966) . . . . Amar Kumar
- Nuit à Londres (1967) . . . . Jevan
- Nai Roshni (1967) . . . . Prakash
- Jaal (1967)
- Hare Kanch Ki Chooriyan (1967)
- Ghar Ka Chirag (1967)
- Vaasna (1968)
- Kismat (1968)
- Kahin Din Kahin Raat (1968)
- Faire Kaliyaan (1968)
- Chowringhee (1968)
- Monihaar
- Tamanna (1969)
- Raahgir (1969)
- Pyar Ka Sapna (1969)
- Paisa Ya Pyaar (1969)
- Pardesi (1970)
- Ishq par Zor Nahin (1970)
- Garh Nasimpur
- Sunder Hoon principal (1971)
- Raktakto Bangla (1972) (film de coproduction Bangladesh-Inde)
- Shararat (1972)
- Chaitali (1972)
- Kuhéli (1971)
- Main Sundar Hoon (1971)
- Sriman Prithviraj (1973)
- Mehmaan (1973)
- Ami Sirajer Begam (1973)
- Raktatilak (1974)
- Prantarekha (1974)
- Faire Aankhen (1974)
- Phir Kab Milogi (1974)
- Kahte Hain Mujhko Raja (1975) (également réalisateur du film)
- Bajrangbali (1976)
- Naami Chor (1977)
- Baba Taraknath (1977)
- Faire Shikaari (1979)
- Hum kadam (1980)
- Amar Geeti (1983)
- Anand Aur Anand (1984)
- Saaheb (1985)
- Harishchandra Shaibya (1985)
- Krishna-Krishna (1986)
- Allah Rakha (1986)
- Sadak Chhap (1987)
- Belagaam (1988)
- Zimmedaaar (1990)
- Jigarwala (1991)
- Kaun Kare Kurbanie (1991)
- Mehboob Simple Mehboob (1992)
- Kichhhu Sanlap Kichhu Pralap (1989)
- Inth Ka Jawab Patthar (2002)
- Shondhey Namar Agey
- Adorini (2004)
- Aa Dekhen Zara (invité dans le rôle de Dada Ji de Neil Nitin Mukesh) (2009)

## Récompenses et honneurs
- Personnalité indienne de l'année au 51e Festival international du film de l'Inde (IFFI) [8]
- Prix pour l'ensemble de sa carrière au 5e Festival international du film de Dehradun (DIFF) en 2019 [9]
- Invité d'honneur du 24e Festival international du film de Calcutta (KIFF) [10]
- À l'occasion du 88e anniversaire de Mohammed Rafi, Chatterjee a reçu le prix Mohammed Rafi à Mumbai.
- En 1963, Biswajit a reçu la médaille d'or du président pour le film Dada Thakur des mains du président Sarvepalli Radhakrishnan[11].